# Gołańcz
Gołańcz est une ville de Pologne, située dans la voïvodie de Grande-Pologne. Elle est le chef-lieu de la gmina de Gołańcz, dans le powiat de Wągrowiec.
Elle se situe à 19 au nord-est de Wągrowiec (siège du powiat) et à 79 kilomètres au nord-est de Poznań (capitale régionale).

## Géographie

Plan de la ville.

La ville se trouve au centre d'une région agricole, avec assez peu de forêt et quelques lacs. La ville elle-même possède un lac, alimenté par un ruisseau.

## Histoire
De 1793 à 1919, Gollantsch fait partie de l'arrondissement de Wongrowitz dans le district de Bromberg de la province de Posnanie

## Monuments
- les ruines du château (XIVe - XVe siècle) ;
- l'église gothique-baroque du XVe - XVIIe siècle ;
- l'église moderne, construite entre 1932 et 1934.

## Voies de communications
La ville est traversée par la route voïvodale 194 (pl) (qui relie Wyrzysk à Morakowo) et est le point de départ de la route voïvodale 193 (pl) qui relie la ville à Chodzież via Margonin.